# (704) Interamnia
(704) Interamnia – planetoida z pasa głównego asteroid okrążająca Słońce w ciągu 5 lat i 127 dni w średniej odległości 3,06 au.
Interamnia została odkryta 2 października 1910 roku w obserwatorium astronomicznym w Teramo przez Vincenzo Cerullego. Jest jednym z największych obiektów pasa planetoid, lecz odznacza się stosunkowo niską jasnością.

## Nazwa

Ruch planetoidy na niebie, widoczny przez teleskop

Nazwa planetoidy pochodzi od łacińskiej nazwy miejscowości urodzenia odkrywcy i zarazem miejsca odkrycia: Interamnia Praetutianorum. Przed jej nadaniem planetoida nosiła oznaczenie tymczasowe (704) 1910 KU.